# Ross Cuthbert
Cuthbert Ross Cuthbert (Calgary, 6 febbraio 1892 – Paget, 19 gennaio 1971) è stato un hockeista su ghiaccio britannico.

## Palmarès

### Olimpiadi invernali
- Bronzo a Chamonix-Mont-Blanc 1924 nell'hockey su ghiaccio.